# Lars-Erik Larsson
Lars-Erik Nils Orvar Larsson (Stoccolma, 3 dicembre 1944) è un ex schermidore svedese, vincitore di due medaglie di bronzo ai campionati mondiali di scherma.